# NGC 977
NGC 977 ist eine Spiralgalaxie vom Hubble-Typ (R)SAB(r)a? im Sternbild Walfisch südlich der Ekliptik. Sie ist schätzungsweise 204 Millionen Lichtjahre von der Milchstraße entfernt und hat einen Durchmesser von etwa 120.000 Lj.

Im selben Himmelsareal befinden sich die Galaxien NGC 942, NGC 943, NGC 981, IC 1818.
Die Typ-Ia/P-Supernova SN 1976J wurde hier beobachtet.
Das Objekt wurde am 28. November 1785 von Wilhelm Herschel entdeckt.